# Ренцо Тьйон-А-Джо
Ренцо Тьйон-А-Джо (8 липня 1995) — суринамський плавець.
Учасник Олімпійських Ігор 2016 року.
Переможець Ігор Центральної Америки і Карибського басейну 2018 року, призер 2014 року.
Переможець Південнамериканських ігор 2018 року.